# Entdeckungsreisen im Reiche der Natur
Entdeckungsreisen im Reiche der Natur, auch Abenteuer der Natur (Originaltitel: True-Life Adventures), ist eine Reihe von Naturdokumentationsfilmen, die zwischen 1948 und 1960 von der Buena Vista Motion Pictures Group, dem ehemaligen Tochterunternehmen der Walt Disney Studios, veröffentlicht wurde. Die ersten sieben Produktionen stellen 30-minütige Kurzfilme dar, während die folgenden sieben Filme als Kinoproduktionen in Spielfilmlänge herausgebracht wurden. Die Naturfilmreihe gewann acht Oscars, darunter fünf für den Besten Kurzfilm und drei für den Besten Dokumentarfilm.

## Filme
| Format   | Jahr | Titel                                                                                 | Auszeichnung                | Veröffentlichung  |
| -------- | ---- | ------------------------------------------------------------------------------------- | --------------------------- | ----------------- |
| Kurzfilm | 1948 | Die Robbeninsel (Seal Island)                                                         | Oscar/Bester Kurzfilm       | DVD               |
| Kurzfilm | 1950 | Im Tal der Biber (Beaver Valley)                                                      |                             | DVD, Disney+      |
| Kurzfilm | 1951 | Erde, die große Unbekannte (Alternativtitel: Nature's Half Acre) (Nature's Half Acre) | Oscar/Bester Kurzfilm       | Disney+           |
| Kurzfilm | 1952 | Der olympische Elch (The Olympic Elk)                                                 |                             | Disney+           |
| Kurzfilm | 1952 | Wasservögel (Water Birds)                                                             | Oscar/Bester Kurzfilm       | DVD, Disney+      |
| Kurzfilm | 1953 | Im Lande der Bären (Bear Country)                                                     | Oscar/Bester Kurzfilm       | DVD               |
| Kurzfilm | 1953 | Die Alligatoren der Everglades (Prowlers of the Everglades)                           |                             | Disney+           |
| Kinofilm | 1953 | Die Wüste lebt (The Living Desert)                                                    | Oscar/Bester Dokumentarfilm | VHS, DVD, Disney+ |
| Kinofilm | 1954 | Wunder der Prärie (The Vanishing Prairie)                                             | Oscar/Bester Dokumentarfilm | VHS, DVD, Disney+ |
| Kinofilm | 1955 | Geheimnisse der Steppe (The African Lion)                                             |                             | DVD, Disney+      |
| Kinofilm | 1956 | Geheimnisse des Lebens (Secrets of Life)                                              |                             | Disney+           |
| Kinofilm | 1957 | Perris Abenteuer (Perri)                                                              |                             | Disney+           |
| Kinofilm | 1958 | Weiße Wildnis (White Wilderness)                                                      | Oscar/Bester Dokumentarfilm | DVD               |
| Kinofilm | 1960 | Wilde Katzen (Jungle Cat)                                                             |                             | VHS, DVD, Disney+ |

## Veröffentlichung
Im Jahre 1995 wurden die Spielfilme Die Wüste lebt, Wunder der Prärie und Wilde Katzen in Deutschland erstmals für den Heimkino-Betrieb einzeln auf VHS-Kassette herausgegeben. 2012 folgte die Veröffentlichung mehrerer Filme der Reihe auf DVD unter dem Titel „Walt Disney Naturfilm-Klassiker – Abenteuer der Natur“ in drei Volumes:

### Volume 1: Die Wüste lebt
- Die Wüste lebt
- Die Robbeninsel
- Wunder der Prärie

### Volume 2: Geheimnisse der Steppe
- Geheimnisse der Steppe
- Wilde Katzen
- Im Lande der Bären

### Volume 3: Weiße Wildnis
- Weiße Wildnis
- Wasservögel
- Im Tal der Biber

Die ersten beiden Kinofilme der Serie, Die Wüste lebt und Wunder der Prärie, wurden 2012 zusätzlich innerhalb der Filmreihe Süddeutsche Zeitung: Cinemathek jeweils einzeln auf DVD herausgebracht.
Auf der Streaming-Plattform Disney+ sind die Kurzfilme Im Tal der Biber, Nature's Half Acre, Der olympische Elch, Wasservögel und Die Alligatoren der Everglades sowie nahezu jeder Kinofilm der Reihe verfügbar. Einzig der Spielfilm Weiße Wildnis ist auf Disney+ bisher nicht ansehbar.